# Condado de Seward (Nebraska)
O Condado de Seward é um dos 93 condados do estado norte-americano de Nebraska. A sede do condado é Seward, que é também a sua maior cidade. O condado tem uma área de 1492 km² (dos quais 3 km² estão cobertos por água), uma população de 16 496 habitantes, e uma densidade populacional de 11 hab/km² (segundo o censo nacional de 2000). Foi fundado em 1856 e recebeu o seu nome em homenagem a William H. Seward, que foi o 12.º governador de Nova Iorque (1839-1842), senador (1849-1861) e secretário de Estado dos Estados Unidos (1861-1869).